# Cross-cutting
El cross-cutting és una tècnica d'edició cinematogràfica que tracta d'alternar, entrecreuar o intercalar una o més escenes que, generalment, estan esdevenint en llocs diferents. Utilitzant aquest mètode, es suggereix acció paral·lela (acció simultània).
Normalment, aquest tipus de talls s'utilitzen per construir escenes de suspens o dramàtiques que acaben culminant en un únic lloc, on les diverses bandes s'enfronten. Per tant, el cross-cutting pot utilitzar-se per crear narració, així com crear suspens.
El cross-cutting també es coneix com a inter-cutting o edició paral·lela.
André Bazin va definir aquest mètode d'edició com a realisme objectiu.

## Orígens
El cross-cutting va guanyar protagonisme amb The Great Train Robbery (1903) d'Edwin S. Porter. Encara que Porter va utilitzar la tècnica, no la va utilitzar en tot el seu potencial, ja que es va basar en només mostrar que dues accions passaven al mateix temps.
Més endavant, D. W. Griffith va desenvolupar la tècnica a The Lonedale Operator amb l'objectiu de crear suspens. Posteriorment, Griffith va tornar a utilitzar aquest mètode d'edició a El naixement d'una nació i al final de Intolerance: Love's Struggle Throughout the Ages.

## Ús en l'actualitat
Actualment el cross-cutting s'utilitza en westerns i pel·lícules de gàngsters o thriller.
El valor d'utilitzar l'edició paral·lela és que la tècnica afegeix una altra capa de suspens o un ritme a la narrativa. Un exemple excel·lent d'aquest valor es pot veure a El padrí. Aquí, el director Francis Ford Coppola sabia que l'escena on Michael Corleone vigila un baptisme podria posar fi al ritme de la pel·lícula. Per mostrar el contrast entre la declaració de Michael i el que ha demanat als seus sequaços, Coppola opta per l'edició paral·lela. Això augmenta el ritme de l'escena i, al seu torn, fa que la part del baptisme de l'escena sigui molt més poderosa.
Actualment, un dels directors que més ús fa del cross-cutting és Christopher Nolan en pel·lícules com Interstellar, The Dark Knight i Origen, especialment en aquesta última, en la qual les seqüències representen múltiples nivells simultanis de consciència.